# Edward the Great
Edward the Great je třetí „best of“ album heavymetalové skupiny Iron Maiden. Bylo vydáno roku 2002, spolu s rozsáhlým box setem Eddie's Archive, jako cesta představit se novým fanouškům, nicméně mnoho starších fanoušků si stěžovalo na nedostatek vzácných a raritních skladeb nebo i na nedostatek materiálu z prvních dvou alb (Iron Maiden a Killers), kde byl ještě zpěvák Paul Di'Anno.
Roku 2005 bylo toto album v Evropě, Asii a Jižní Americe znovu vydáno s upraveným seznam skladeb. V Severní Americe tou dobou vyšlo album The Essential Iron Maiden.

## Seznam skladeb (2002)
1. "Run to the Hills" – The Number Of The Beast (Harris)
2. "The Number of the Beast" – The Number Of The Beast (Harris)
3. "Flight of Icarus" – Piece Of Mind (Smith, Dickinson)
4. "The Trooper" – Piece Of Mind (Harris)
5. "2 Minutes to Midnight" – Powerslave (Smith, Dickinson)
6. "Wasted Years" – Somewhere In Time (Smith)
7. "Can I Play with Madness" – Seventh Son Of A Seventh Son (Smith, Harris, Dickinson)
8. "The Evil That Men Do" – Seventh Son Of A Seventh Son (Smith, Harris, Dickinson)
9. "The Clairvoyant" – Seventh Son Of A Seventh Son (Harris)
10. "Infinite Dreams" – Seventh Son Of A Seventh Son (Harris)
11. "Holy Smoke" – No Prayer For The Dying (Harris, Dickinson)
12. "Bring Your Daughter…To the Slaughter" – No Prayer For The Dying (Dickinson)
13. "Man on the Edge" – The X Factor (Gers, Bayley)
14. "Futureal" – Virtual XI (Harris, Bayley)
15. "The Wicker Man" – Brave New World (Smith, Harris, Dickinson)
16. "Fear of the Dark (živě v Rock in Rio) – Fear Of The Dark (Harris)

## Seznam skladeb (2005)
1. "Run to the Hills" – The Number Of The Beast (Harris)
2. "The Number of the Beast" – The Number Of The Beast (Harris)
3. "The Trooper" – Piece Of Mind (Harris)
4. "Flight of Icarus" – Piece Of Mind (Smith, Dickinson)
5. "2 Minutes to Midnight" – Powerslave (Smith, Dickinson)
6. "Wasted Years" – Somewhere In Time (Smith)
7. "Can I Play with Madness" – Seventh Son Of A Seventh Son (Smith, Harris, Dickinson)
8. "The Evil That Men Do" – Seventh Son Of A Seventh Son (Smith, Harris, Dickinson)
9. "Bring Your Daughter…To the Slaughter" – No Prayer For The Dying (Dickinson)
10. "Man on the Edge" – The X Factor (Gers, Bayley)
11. "Futureal" – Virtual XI (Harris, Bayley)
12. "The Wicker Man" – Brave New World (Smith, Harris, Dickinson)
13. "Brave New World" – Brave New World (Murray, Harris, Dickinson)
14. "Wildest Dreams" – Dance Of Death (Smith, Harris)
15. "Rainmaker" – Dance Of Death (Murray, Harris, Dickinson)
16. "Fear of the Dark" (živě z alba Death on the Road) – Fear Of The Dark (Harris)